# Литл-Тобаго
Литл-Тобаго (англ. Little Tobago, Малый Тобаго), или остров Райской птицы (англ. Bird of Paradise Island)  — небольшой остров у северо-восточного побережья Тобаго в Тринидаде и Тобаго. Его площадь составляет 1 км².

## История
В 1908 году британский политик и бизнесмен сэр Уильям Ингрэм (1847–1924) приобрёл остров, чтобы превратить его в птичий заповедник. На следующий год он интродуцировал на остров большую райскую птицу (Paradisaea apoda), пытаясь спасти этот вид от чрезмерной охоты, которая угрожала виду в родной Новой Гвинее из-за торговли её великолепными перьями. Птичье оперение было особенно модно в женских шляпках. Сорок семь молодых птиц были должным образом завезены на остров, будучи перевезены на немецком океанском лайнере. Ингрэм должным образом нанял швейцарского моряка средних лет по имени Робертс, чтобы управлять святилищем. Робертс отправлял обновления каждые несколько недель, включая эскизы птиц. Однако вскоре после этого Робертс в состоянии опьянения упал в море и через некоторое время умер в своей хижине на острове.
После смерти Ингрэма в 1924 году его наследники передали остров правительству Тринидада и Тобаго в качестве заповедника дикой природы. Райские птицы выжили на острове до 1958 года, когда их сняли съемочная группа National Geographic. Однако после 1963 года, когда ураган «Флора» обрушился на остров, райские птицы больше не наблюдались.

## География и фауна
Остров длиной 1,9 км и шириной 1,4 км. Расположен к северо-востоку Тобаго напротив деревни Спейсайд, покрыт сухим лесом. Это важное место размножения морских птиц, таких как красноклювый фаэтон, буревестник Одёбона, бурая олуша, обыкновенная глупая крачка, тёмная крачка и бурокрылая крачка. Здесь также гнездятся несколько пар белохвостых фаэтонов.

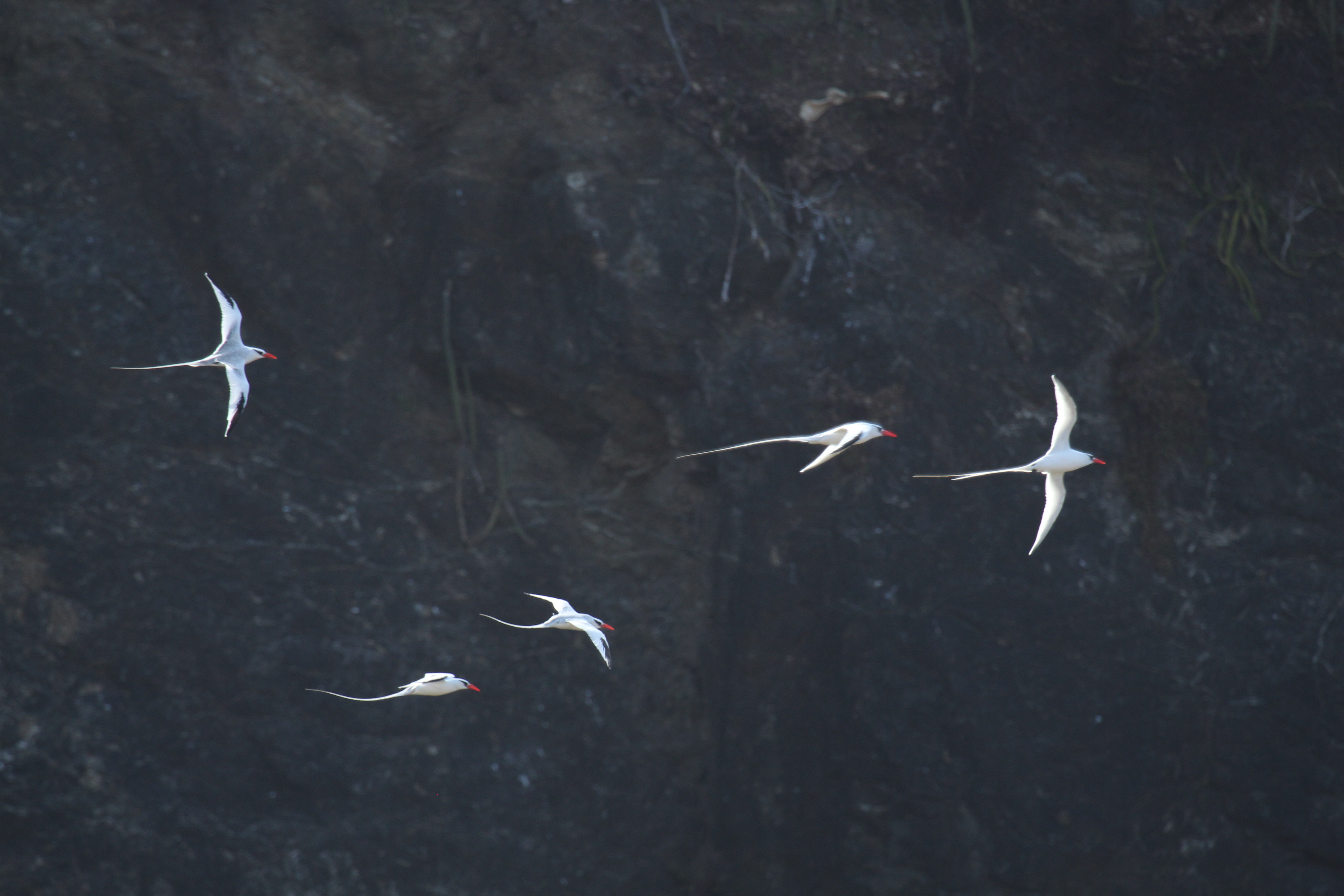
Красноклювые фаэтоны

С Литл-Тобаго также наблюдать птиц, которые обитают на соседних небольших островах, в том числе красноногую олушу и великолепного фрегата. Великолепный фрегат часто нападает на фаэтонов, олуш и крачек, отнимая у них добычу.
Среди рептилий, обитающих на острове - ящерицы, такие как обыкновенная игуана, Ameiva atrigularis, Cnemidophorus lemniscatus, Hemidactylus palaichthus, Thecadactylus rapicauda, Gonatodes ocellatus, Sphaerodactylus molei, Bachia heteropa и змеи, такие как Mastigodryas boddaerti и бежука.
Среди беспозвоночных наиболее заметной фауной на острове являются крупные наземные раки-отшельники.
Море между Тобаго и Литл-Тобаго мелкое, здесь популярны лодки со стеклянным дном, с которых можно увидеть великолепные кораллы и ярко окрашенных тропических рыб на перекрестке. Это также популярное место для подводного плавания и дайвинга, особенно на рифе Ангела перед Гоат-айленд.

## Галерея

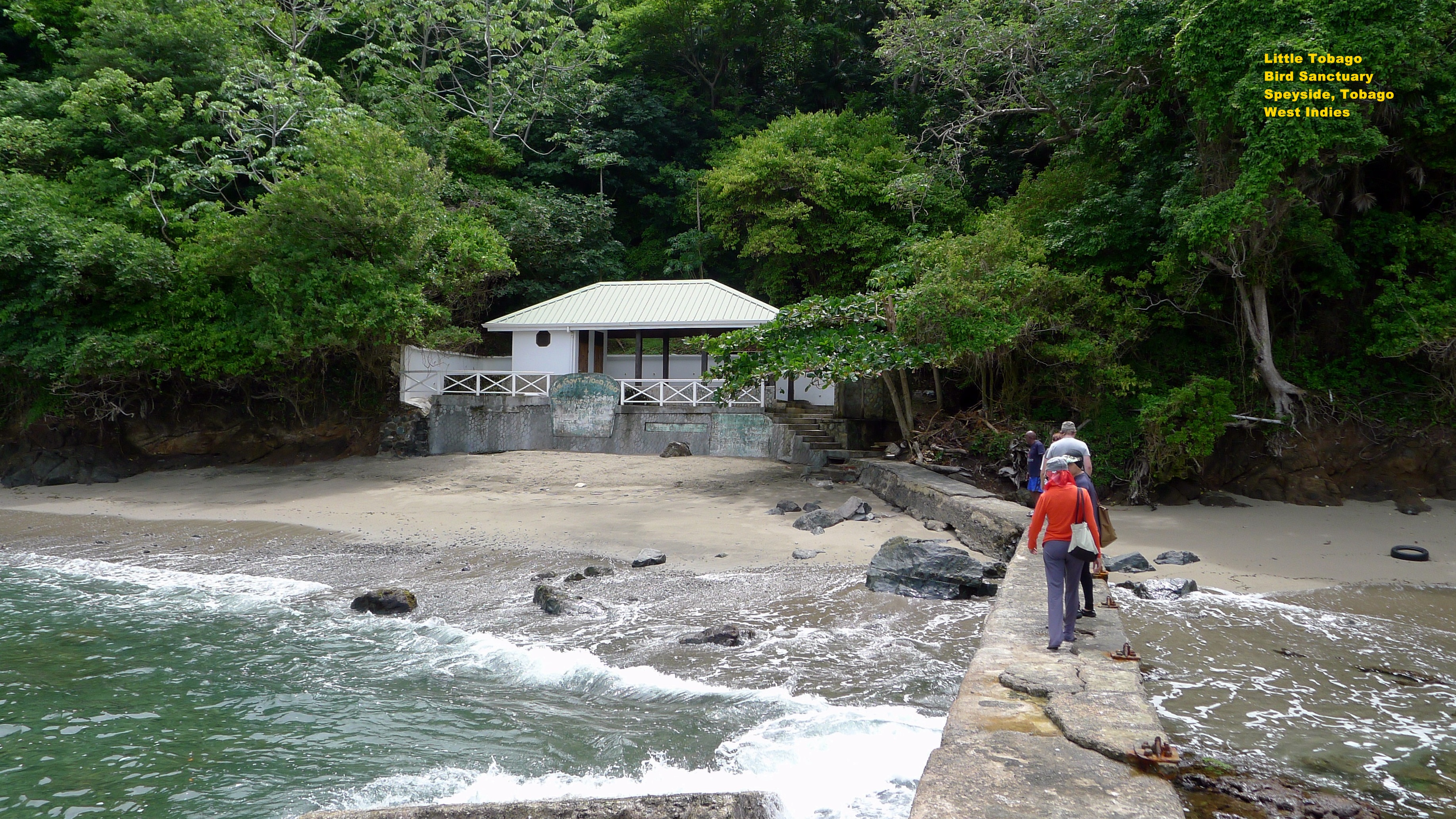
На берегу Литл-Тобаго
Бурая олуша
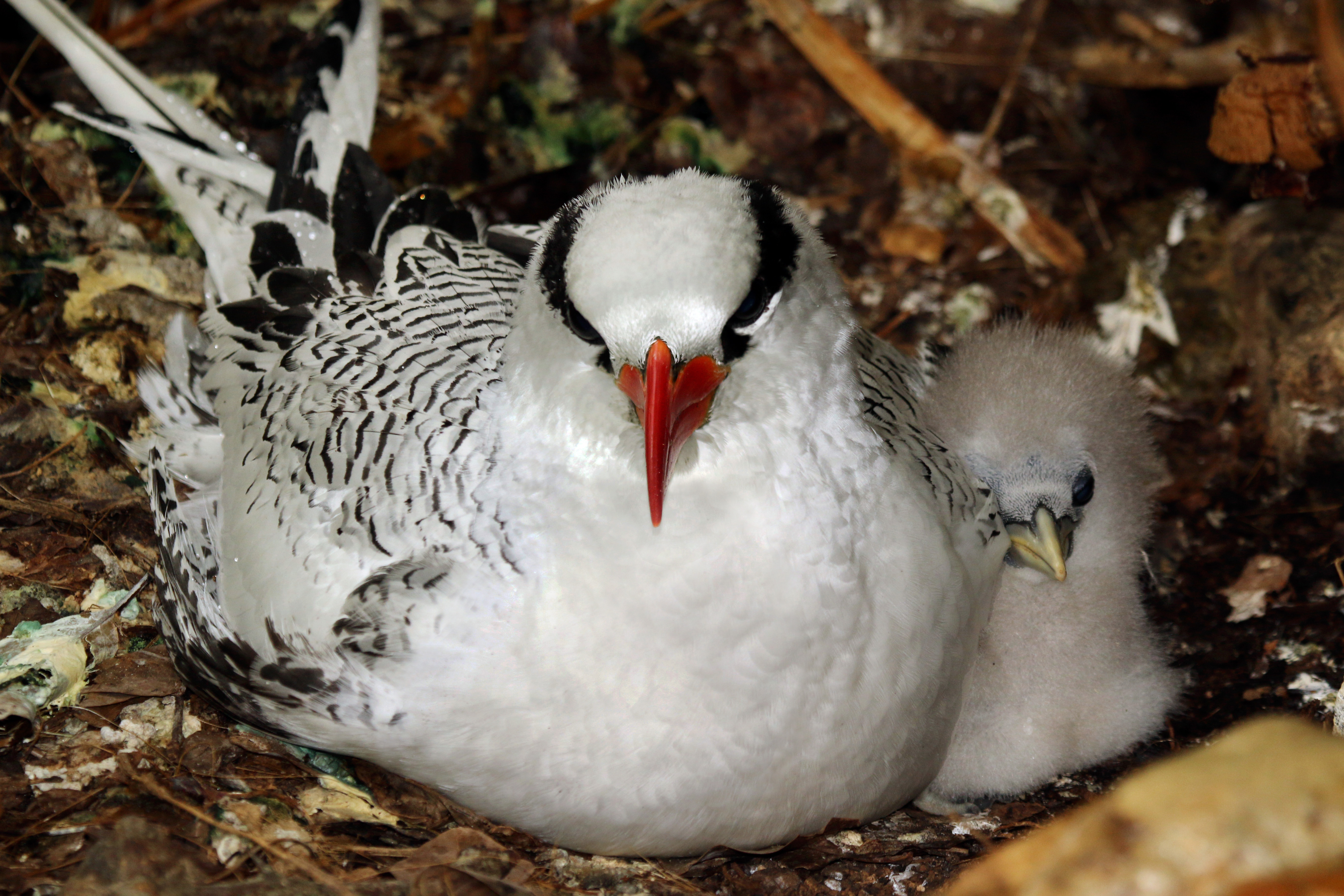
Красноклювый фаэтон с птенцом
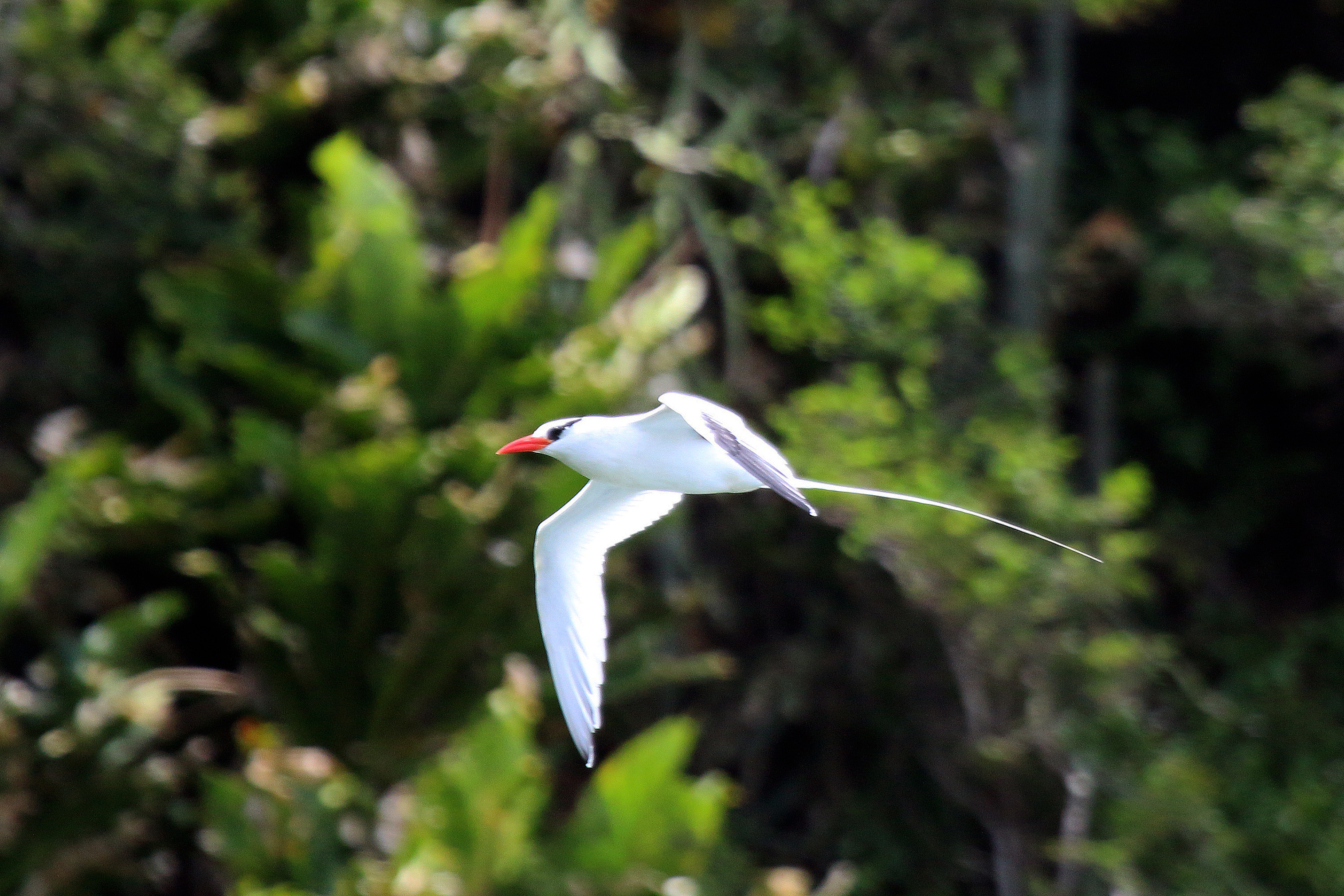
Красноклювый фаэтон в полёте